# Zespół Gianottiego-Crostiego
Zespół Gianottiego-Crostiego in. choroba Gianottiego-Crostiego, ZGC (ang. Gianotti–Crosti syndrome, infantile papular acrodermatitis, papular acrodermatitis of childhood,  papulovesicular acrolocated syndrome) – choroba dermatologiczna o podłożu wirusowym, o łagodnym przebiegu, charakteryzującą się czerwonomiedzianą symetryczną wysypką na policzkach, pośladkach oraz wyprostnych powierzchniach kończyn.

## Historia
Opis zespołu został po raz pierwszy opublikowany w 1955 roku przez młodego włoskiego lekarza Ferdinando Gianottiego, na podstawie jednego pacjenta, natomiast po rozpoznaniu kolejnych 8 przypadków, zespół zostało ponownie opisany w 1957 roku jako wspólna praca z Agostino Crostim, i zgodnie z ówczesnymi zwyczajami naukowymi nazwisko Crostiego, jako starszego lekarza i kierownika zespołu, zostało umieszczone jako pierwsze. W Polsce zespół Gianottiego-Crostiego został po raz pierwszy opisany przez Emilię Bernhardt i Andrzeja Szczepańskiego w 1968 roku.

## Etiologia
Zespół Gianottiego-Crostiego ma przede wszystkim podłoże wirusowe, jednakże nie zmiany skórne nie są powodowane bezpośrednim wpływem wirusa na jej komórki. Postuluje się mechanizm pośredniego wpływu wirusa poprzez układ immunologiczny.  Po opisaniu zespołu uważano, że przyczyną jest wyłącznie wirus zapalenia wątroby typu B (HBV), jednakże obecnie wirus Epsteina-Barr (EBV) jest podstawową jego przyczyną. Przyczyną tej zmiany może być powszechność szczepień przeciwko wirusowi zapalenia wątroby typu B. Opisano również przypadki zespołu, u których podłoża leżał wirus zapalenia wątroby typu C (HCV), cytomegalowirus (CMV), wirus rumienia nagłego (HHV-6), wirus Coxsackie A16, B4, B5, wirus mięczaka zakaźnego (MCV), wirus RSV (RSV), ludzki wirus niedoboru odporności (HIV), parwowirus B19, wirus paragrypy oraz rotawirusy. Opisano również pojawienie się zespołu po zakażeniach bakteryjnych oraz szczepieniach ochronnych.

## Obraz kliniczny
Choroba zaczyna się nagle od symetrycznych zmian skórnych, występujących na policzkach, pośladkach oraz wyprostnych powierzchniach kończyn. Typowe zmiany skórne są niezlewające, monomorficzne, grudkowe lub pęcherzykowo-grudkowe o kolorze czerwonomiedzianym i mają rozmiar 1–5 mm.

## Epidemiologia
Częstość występowania zespołu jest nieznana, do 2016 roku zaraportowano 5 epidemii, w tym trzy w Japonii, w większości przypadków związanych z zakażeniem wirusem zapalenia wątroby typu B, jednakże istnieje podejrzenie, że znaczna liczba przypadków pozostaje nierozpoznana.
Choroba występuje przede wszystkim u dzieci pomiędzy 3 miesiącem życia a 15 rokiem życia, ze szczytem zachorowań pomiędzy 1 a 6 rokiem życia. Wszystkie opisane przypadki u dorosłych występowały u kobiet poniżej 45 roku życia. U dzieci nie stwierdzono różnic w zachorowalności w zależności od płci lub rasy, zwiększone ryzyko zachorowania występuje natomiast u dzieci z atopią lub występowaniem atopii w rodzinie.

## Diagnostyka różnicowa
Kryteria diagnostycznego zostały zaproponowane przez Brandta, Abecka, Gianotti i Burgdorfa (2006) oraz Chuha, Zawarę, Law i Sciallisa (2012), według których rozpoznanie stawiane jest na podstawie poniższych kryteriów:
- co najmniej jednokrotne stwierdzenie wszystkich pozytywnych objawów
- podczas całego trwania zmian skórnych nie wystąpił żaden objaw negatywny
- rozpoznanie żadnej choroby z którą należy różnicować zespół nie jest bardziej prawdopodobne
- w przypadku wykonania biopsji zmiany wynik badania histopatologicznego potwierdzający rozpoznanie

objawy pozytywne
- czerwonomiedziana wysypka o charakterze grudkowym lub pęcherzykowo grudkowym, o średnicy zmian 1-10 milimetrów
- zajęcie co najmniej 3 z czterech następujących okolic: policzki, pośladki, wyprostne powierzchnie przedramion, wyprostne powierzchnie podudzi
- symetryczność zmian wysypkowych
- utrzymywanie się zmian przez co najmniej 10 dni

objawy negatywne
- duże zmiany na tułowiu
- zmiany łuszczące się

Zespół Gianottiego-Crostiego należy różnicować z acrodermatitis enteropathica, rumieniem zakaźnym, rumieniem wielopostaciowym, chorobą dłoni, stóp i jamy ustnej, zapaleniem naczyń związanym z IgA, chorobą Kawasakiego, liszajem płaskim, pokrzywką, zespołem rękawiczkowo-skarpetkowym przebiegającym z osutką oraz świerzbem.

## Leczenie
Leczenie w większości przypadków nie jest konieczne, w przypadku nasilonych objawów jest jedynie objawowe (leki przeciwhistaminowe lub kortykosteroidy stosowane miejscowo).

## Rokowanie
Przebieg choroby jest łagodny, jednakże zmiany mogą się utrzymywać przez wiele tygodni (typowo 2-8 tygodni).